# Virgilio Roel Pineda
Virgilio Roel Pineda (Coracora, Perú, 4 de diciembre de 1929-Lima, 27 de junio de 2013)  fue un intelectual y escritor peruano. Graduado en la Universidad Nacional Mayor de San Marcos de Lima como economista y contador público, fue también doctor en Ciencias Económicas. Desempeñó diversos cargos en la actividad pública, pero fundamentalmente ejerció la docencia universitaria, en diversos centros de estudio como la Universidad Nacional Mayor de San Marcos, donde fue profesor emérito.

## Biografía
Natural de Coracora, en el departamento de Ayacucho. Cursó sus estudios escolares en el Colegio Nacional Leoncio Prado, de Huánuco; en el Colegio Nacional de la Independencia Americana, de Arequipa; y en el Colegio Nacional de Ciencias y Artes, de Cusco.
En 1948 ingresó a la Universidad Nacional de San Antonio Abad del Cusco. Al año siguiente se trasladó a Lima, para ingresar a la Facultad de Ciencias Económicas y Comerciales de la Universidad Mayor de San Marcos, donde se graduó de bachiller (1959) y doctor (1961), y obtuvo los títulos de Contador y Economista (1959). Cursó estudios de postgrado en Planificación (1962) en Berlín, París y Róterdam, donde fue discípulo de Jan Tinbergen.
En 1958 empezó su carrera docente en la Universidad Mayor de San Marcos, donde fue decano de la Facultad de Ciencias Económicas (1969), jefe del departamento académico de Economía (1969-1972), director universitario de Planificación (1973-1977), presidente del comité de maestría en Economía (1977-1983), director del Instituto de Investigaciones Económicas (1983-1985), decano de la Facultad de Ciencias Económicas (1993-1995) y director del Instituto de Estudios del Futuro (1996-?).
También fue profesor de la Universidad Nacional de Ingeniería (1961-1969) y de la Universidad Nacional San Luis Gonzaga de Ica; en esta última fue decano de la Facultad de Ciencias Económicas y Sociales (1963-1965). 
En 1963 se le encargó la organización del Instituto Nacional de Planificación, donde fue director general de Planificación. Durante el gobierno militar de Velasco fue asesor del Ministerio de Industria y Comercio (1969-1971) y director del Banco Industrial del Perú (1971-1973).
Fue además decano nacional del Colegio de Economistas del Perú (1989-1992) y secretario general de la Asociación de Economistas de América Latina y el Caribe.
Fue declarado profesor emérito de la Universidad Nacional San Luis Gonzaga de Ica (1980), la Universidad Nacional San Antonio Abad de Cuzco (1995) y la Universidad Mayor de San Marcos de Lima (1997), entre otras distinciones otorgadas.
En el 2007, cumplió cincuenta años como docente universitario. En las diversas cátedras siempre supo inspirar a sus alumnos no solo por la solidez de sus argumentos para explicar el proceso económico, político, social y educativo peruano, sino que ante la problemática contemporánea del país brinda un camino para salir adelante, rescatando inclusive los verdaderos valores de la cultura originaria del Perú. Uno de sus últimos cargos fue el de coordinador del Movimiento Indio Peruano.
Falleció en Lima en el 2013, después de perder la batalla contra una penosa enfermedad.

## Valoración
Virgilio Roel publicó más de cincuenta libros sobre temas económicos, políticos, sociales, históricos, militares, entre otros, en su mayoría referidos al proceso peruano, destacando por la solidez de sus argumentos y el rescate histórico de la participación del pueblo originario del Perú, tantas veces obviado y despreciado por la Historia oficial. Sobre todo es de resaltar su insistencia en sustentar el protagonismo del pueblo peruano en la lucha por su independencia.
A través de investigaciones en documentos fidedignos interpreta los hechos históricos, donde se destaca la valía de tantos combatientes y líderes que por ser indígenas o de extracción popular fueron excluidos de la historia. Se suma así, en forma pionera a la corriente que rescata y dimensiona en su verdadero valor la cultura originaria del Perú, algunos de cuyos exponentes son John Murra, María Rostworowski, Nelson Manrique, etc. 
A pesar del valor reconocido en el ámbito académico de las obras de Roel, que permiten explicar las deficiencias y conflictos pasados y recientes de la sociedad peruana actual, ellas todavía son marginadas por contradecir a la versión tradicional u oficialista.

## Libros y fascículos
- El sendero de un pueblo (Ed. Garcilaso: Cusco, 1955), ensayo en torno a la trayectoria histórica del Perú.
- Problemas de la economía peruana (Lima: 1959)
- Economía agraria peruana (Lima, 1961, 1989, 1990), en 2 volúmenes.
- La planificación económica (Lima, 1963)
- Elementos de contabilidad social (Lima, 1964)
- El desarrollo del pensamiento económico y la planificación (Lima, 1964)
- Planificación económica en el Perú (Lima, 1968)
- Historia social y económica de la Colonia (Lima: Editorial Gráfíca Labor, 1970, 1985)
- Los libertadores (Lima: Editorial Gráfica Labor, 1971), "proceso social, económico, político y militar de la Independencia". Premio del Centro de Estudios Histórico Militares Fundación Luis Antonio Eguiguren.
- Esquema de la evolución económica, en la serie Presencia y proyección de los 7 ensayos  (Lima: Empresa Editora Amauta, 1971; y varias ediciones), estudio destinado a actualizar el ensayo de José Carlos Mariátegui sobre el tema.
- Escritos sobre política económica (Lima: Editorial Gráfica Labor, 1972)
- Teoría económica marxista (Lima: Editorial Gráfica Labor, 1973)
- Planificación y crisis universitaria (Lima: Editorial Gráfica Labor, 1974)
- El imperialismo de las corporaciones transnacionales (Lima: Editorial Gráfica Labor, 1974)
- Modelos económicos (Lima: Librería Editorial Minerva, 1974)
- Estructuras económicas y sociales (Lima: Editorial Gráfica Labor, 1975)
- La actual crisis económica (Lima: Editorial Alfa, 1976; y varias ediciones)
- La república de las frustraciones (Lima: Editorial Alfa, 1977)
- Grandezas y miserias de la Independencia (Lima: Editorial Alfa, 1977)
- Unión solo con el pueblo (Lima: Editorial Alfa, 1977)
- La crisis general del capitalismo y de la economía peruana (Lima, 1978)
- Proceso y crisis de las economías peruana y norteamericana (Lima; 1979, 1984)
- Indianidad y revolución (Lima, 1979)
- Los sabios y grandiosos fundamentos de la indianidad (Lima, 1979)
- Raíz y vigencia de la indianidad (Lima, 1979)
- Lecciones preliminares de Economía (Lima, 1980)
- Socialismo y educación: posición socialista ante la reforma educativa (Lima: R. Maguiña-Editores, 1981)
- Documentos de Economía, 6 fascículos (Lima, 1982-1986)
- El imperialismo hoy y su ideología (Lima: Ed. Prometeo, 1982)
- Conatos, levantamientos, campañas e ideología de la Independencia, Tomo VI de la Historia General del Perú (Lima: Editorial Juan Mejía  Baca, 1980)
- Drama y tragedia en la guerra del guano y el salitre (Lima: Editorial Prometeo, 1982)
- Catástrofe económica belaundista (Lima, 1983)
- Proceso y crisis de las economías peruana y norteamericana (Lima: Editorial El Alba, 1984)
- Las crisis y el análisis económico (Lima: Editorial Prometeo. 1985)
- El Perú en el siglo XIX (Lima, Librería y Distribuidora El Alba, 1986)
- Estudios sobre la planificación económica (1987)
- Historia social y económica del mundo moderno (Lima: Ed. Alba, 1987)
- Historia general del Perú: la Independencia (Lima, 1988)
- La actual crisis de la economía peruana y la tercera revolución industrial (Lima: G. H. Eds., 1991)
- La tercera revolución industrial y la era del conocimiento (Lima: Ed. Derrama Magisterial, 1991; 1997, 1998)
- La deuda de España al Perú (Lima: Herrera Editores, 1992)
- Los grandes cambios en la economía peruana (Lima: CEP, 1992)
- 500 años de lucha contra el colonialismo (1992)
- El proyecto de constitución en debate (1993)
- Mariátegui: la educación nacional y la nueva reforma universitaria (Lima, 1996)
- De Manuel Vicente Villarán a la revolución científica y tecnológica y la nueva reforma universitaria (Lima: G. Herrera Editores, 1996)
- El desarrollo económico según los mercantilistas, fisiócratas y liberales clásicos (1997)
- Historia del Perú: independencia y república en el proceso americano y mundial (Lima: Herrera, 1997)
- La educación peruana de hoy y del futuro (Miraflores: Derrama Magisterial, 1997)
- El Desarrollo Económico según los mercantilistas, fisiócratas y liberales clásicos (Lima: Fondo Editorial de la Universidad Nacional Mayor de San Marcos, 1997)
- La Tercera Revolución Industrial y la Era del Conocimiento (Lima: Fondo Editorial de la UNMSM, 1998)
- Historia de los incas y de España (Lima: G. H. Herrera editores, 1998)
- Megatendencias de la economía peruana en la segunda post guerra mundial (Lima, 1998)
- La economía de la producción y la comercialización de raíces y tubérculos andinos menores (1999).
- Cultura Peruana e Historia de los Incas (Lima: Fondo de Cultura Económica, 2001)
- La crisis general de la globalización (Lima, CEPEA, 2006)
- Ataque e invasión del Imperio Hispánico al Perú de los Incas (Lima, Editorial  Universidad de Ciencias y Humanidades, 2009)

### Obras en coautoría
- La encrucijada del Perú; Estudio colectivo de Sebastián Salazar Bondy, August Salazar Bondy, Virgilio Roel Pineda [y] José Matos Mar. Montevideo, Arca, 1963. 69 págs. OCLC: 123224059
- La guerra 1879-1979: Chile-Bolivia-Perú. José F W Lora Cam; Pablo Macera; Virgilio Roel, Arequipa: Editorial Tercer Mundo, 1988, 3.ª edición, 184 págs. OCLC: 44875757

## Premios y distinciones
El Centro de Estudios Histórico-Militares del Perú le entregó un diploma de honor, como premio de Investigación y Estudios de la Historia Peruana, por su obra "Los Libertadores" (1971).